# سن-اورس، کبک
سن-اورس (به فرانسوی: Saint-Ours) شهرکی در منطقه شهری پیر-دو-سورل ناحیه مونترژی در استان کبک کانادا است. در سرشماری سال ۲۰۱۱ این شهرک ۱٬۶۵۷ نفر جمعیت داشته‌است و مساحت آن ۵۸٫۵ کیلومتر مربع است.